# Heorhij Busjtjan
Heorhij Mykolajovytj Busjtjan (ukrainsk: Георгій Миколайович Бущан; født 31. maj 1994 i Odessa) er en ukrainsk professionel fodboldspiller, der spiller som målmand i klubben Dynamo Kyiv i den ukrainske Premier League.